# 长须华平鳅
长须华平鳅（学名：Sinohomaloptera longibarbatus）为平鳍鳅科华平鳅属的鱼类。在中国，分布于南盘江等。该物种的模式产地在云南宜良。

## 扩展阅读
維基物種上的相關：长须华平鳅